# NN-42
La carretera NN-42 es una vía departamental secundaria ubicada en el departamento de Madriz. Se extiende aproximadamente 8,4 kilómetros desde Las Sabanas hacia San José de Cusmapa, facilitando el acceso intermunicipal en esta zona montañosa del norte del país.

## Trazado y cruces
El recorrido de esta carretera se desarrolla en una zona rural y montañosa, conectando comunidades de difícil acceso:
| km  | Localidad           | Departamento | Conexión / Ruta                   |
| --- | ------------------- | ------------ | --------------------------------- |
| 0   | Las Sabanas         | Madriz       | NN-41                             |
| 4,2 | El Jícaro           | Madriz       | Camino local                      |
| 8,4 | San José de Cusmapa | Madriz       | Camino hacia San Juan de Río Coco |

## Coordenadas
Uno de los tramos de la NN-42 puede ser encontrado en las coordenadas: 13°27′00″N 86°23′04″O / 13.4501, -86.3845